# Euderia squamosa
Euderia squamosa là một loài bọ cánh cứng. Đây là loài duy nhất trong chi Euderia và trong phân họ Euderiinae.